# Eocyzicus digueti
Eocyzicus digueti är en kräftdjursart som först beskrevs av Richard 1895.  Eocyzicus digueti ingår i släktet Eocyzicus och familjen Cyzicidae. Inga underarter finns listade i Catalogue of Life.